# Savarthès
Savarthès är en kommun i departementet Haute-Garonne i regionen Occitanien i södra Frankrike. Kommunen ligger i kantonen Saint-Gaudens som tillhör arrondissementet Saint-Gaudens. År 2022 hade Savarthès 195 invånare.

## Befolkningsutveckling
Antalet invånare i kommunen Savarthès
Referens:INSEE